# Rockdale (Nouvelle-Galles du Sud)
Pour les articles homonymes, voir Rockdale.
Rockdale est une banlieue du sud de Sydney, dans l'État de Nouvelle-Galles du Sud, en Australie. Elle est située à 13 kilomètres au sud du quartier central des affaires de Sydney et fait partie de la région de St George. Rockdale est l'un des centres administratifs de la zone d'administration locale de Bayside. En 2016, la population s'élevait à 15 534 habitants.